# Владимир Свечин
Владимир Константинович Свечин е руски офицер, генерал-лейтенант. Участник в Руско-турската война (1877 – 1878).

## Биография
Владимир Свечин е роден на 21 ноември 1823 г. в Русия в семейството на потомствен дворянин от Тулска губерния. Ориентира се към военното поприще. Завършва Кадетския военен корпус (1841). Действителна служба започва с производство в първо офицерско звание прапорщик в лейбгвардейския Егерски полк. Завършва Николаевската военна академия (1846). Автор е на военно-статистическото описание на Московска губерния.
Служи в Гвардейската кирасирска дивизия, 2-ра Гвардейска пехотна дивизия (1849 – 1852). Чете курс лекции по тактика на офицерите от Гвардейския корпус. Служи в Генералния щаб. Командир на Тарутинския пехотен полк, Брянския пехотен полк и Перновския гренадирски полк (1856 – 1861). Последователно е повишен във военно звание генерал-майор от 1862 г. и генерал-лейтенант от 1869 г. Началник на щаба на 2-ри, 3-ти, 5-и Армейски корпус и на войските от Одеския военен окръг (1861 – 1869). Командир на 1-ва и 6-а пехотна дивизии и 2-ра Гренадирската дивизия (1869 – 1877).
Участва в Руско-турската война (1877 – 1878) като командир на 2-ра Гренадирска дивизия. Дивизията му заема 6-и блокаден участък в района на село Долни Дъбник по време на обсадата на Плевен. На 28 ноември/10 декември 1877 г. Осман паша прави опит за разкъсване на блокадата именно в района този участък. В битката при Долна Митрополия основният удар е срещу 9-и Сибирски гренадирски полк и 10-и Малоросийски гренадирски полк от състава на 3-та гренадирска дивизия. В най-критичния момент, когато двата полка отстъпват, 2-ра гренадирска дивизия на генерал-лейтенант Владимир Свечин напуска позицията се при село Долни Дъбник и в помощ на 3-та гренадирска дивизия атакува главните османски сили във фланг. След ожесточен бой Осман паша капитулира. Генерал-лейтенант Владимир Свечин е награден с Орден „Свети Георги“ IV ст. Назначен е за командир на 9-и Армейски корпус, с който достига до Адрианопол. Назначен е за губернатор на града. Умира от тиф на 22 февруари 1878 г.

## Семейство
- баща – Константин Алексеевич Свечин
- майка – Екатерина Алексеевна Свечина
- сестра – Надежда Константиновна Свечина
- брат – Всеволод Константинович Свечин
- сестра – Александра Константиновна Свечина
- брат – Алексей Константинович Свечин
- брат – Николай Константинович Свечин
- брат – Павел Константинович Свечин [1]